# World Rugby U-20 Trophy 2019
World Rugby U-20 Trophy 2019 – dwunasty turniej z cyklu World Rugby U-20 Trophy, który odbędzie się w Brazylii pomiędzy 9 a 21 lipca 2019 roku. Były to międzynarodowe zawody narodowych drużyn rugby union organizowane pod auspicjami World Rugby dla zawodników do 20 roku życia niższe rangą od rozgrywanych w tym samym roku World Rugby U-20 Championship.
Confederação Brasileira de Rugby otrzymała prawa do organizacji turnieju w połowie czerwca 2018 roku, jednocześnie ogłoszono, iż turniej odbędzie się na Estádio Martins Pereira w São José dos Campos. Rozkład gier opublikowano w maju 2019 roku.
W rozgrywkach wzięło udział osiem reprezentacji, podzielonych na dwie grupy po cztery drużyny. Start w zawodach zapewniony mieli gospodarze oraz spadkowicze z Mistrzostw Świata 2018 – Japończycy. O pozostałe sześć miejsc odbywały się regionalne turnieje, a awans uzyskały Tonga (Oceania Rugby), Hongkong (Asia Rugby), Urugwaj (Sudamérica Rugby), Kenia (Rugby Africa), Portugalia (Rugby Europe) i Kanada (Rugby Americas North).
W fazie grupowej z kompletem punktów zwyciężyły reprezentacje Japonii oraz Portugalii. Podobnie jak dwa lata wcześniej lepsi okazali się zawodnicy z Azji, dające zwycięstwo podwyższone przyłożenie zdobywając dwie minuty przed końcem meczu, i powracając tym samym przy pierwszej próbie do rozgrywek elity.

## Faza grupowa

### Grupa A
| 9 lipca 201914:00 | Japonia U-20 | 56:24 | Brazylia U-20                                                       | Estádio Martins Pereira, São José dos Campos Sędzia: Luke Rogan |
| 9 lipca 201914:00 | Fukui 10 (2P) Maruo 5 (P) Vailea 5 (P) Fukushi 5 (P) Fukuyama 7 (2pd K) Yamaguchi 10 (2P) Aoki 7 (2pd K) 1 karne przyłożenie | 56:24 | Spago 7 (2pd K) Bugno 5 (P) Olivares 5 (P) Souza 5 (P) Souza 2 (pd) | Estádio Martins Pereira, São José dos Campos Sędzia: Luke Rogan |
| 9 lipca 201914:00 | Zurca · Porto | 56:24 |                                                                     | Estádio Martins Pereira, São José dos Campos Sędzia: Luke Rogan |

| 9 lipca 201917:00 | Kenia U-20                | 11:63 | Urugwaj U-20 | Estádio Martins Pereira, São José dos Campos Sędzia: Federico Vedovelli |
| 9 lipca 201917:00 | Coulson 6 (2K) Were 5 (P) | 11:63 | Garese 5 (P) Sonneveld 10 (2P) Cat 5 (P) Amaya 5 (P) D'Avanzo 18 (6pd 2K) Rippe 10 (2P) Etchegorry 5 (P) Pérez 5 (P) | Estádio Martins Pereira, São José dos Campos Sędzia: Federico Vedovelli |

| 13 lipca 201914:00 | Japonia U-20                                                                | 46:31 | Urugwaj U-20                                            | Estádio Martins Pereira, São José dos Campos Sędzia: Federico Vedovelli |
| 13 lipca 201914:00 | Fukui 10 (2P) Harada 5 (P) Vailea 10 (2P) Tamura 5 (P) Fukuyama 16 (5pd 2K) | 46:31 | Amaya 5 (P) D'Avanzo 6 (3pd) Aguiar 15 (3P) Gruss 5 (P) | Estádio Martins Pereira, São José dos Campos Sędzia: Federico Vedovelli |
| 13 lipca 201914:00 | Maruo                                                                       | 46:31 | Ramos                                                   | Estádio Martins Pereira, São José dos Campos Sędzia: Federico Vedovelli |

| 13 lipca 201919:00 | Kenia U-20                                     | 26:24 | Brazylia U-20                                                      | Estádio Martins Pereira, São José dos Campos Sędzia: Gonzalo Ventoso |
| 13 lipca 201919:00 | Coulson 16 (2pd 4K) Masinza 5 (P) Okwach 5 (P) | 26:24 | Spago 4 (2pd) Souza 5 (P) Ribeiro 5 (P) Santos 5 (P) Proença 5 (P) | Estádio Martins Pereira, São José dos Campos Sędzia: Gonzalo Ventoso |
| 13 lipca 201919:00 | Kyriazi                                        | 26:24 | Porto                                                              | Estádio Martins Pereira, São José dos Campos Sędzia: Gonzalo Ventoso |

| 17 lipca 201917:00 | Japonia U-20                                                                                    | 48:34 | Kenia U-20                                                            | Estádio Martins Pereira, São José dos Campos Sędzia: Federico Vedovelli |
| 17 lipca 201917:00 | Vailea 15 (3P) Kusaka 5 (P) Yamaguchi 5 (P) Aoki 11 (P 3pd) Tsujimura 5 (P) 1 karne przyłożenie | 48:34 | Coulson 9 (3pd K) Ayoo 5 (P) Omela 5 (P) Masheti 5 (P) Okwach 10 (2P) | Estádio Martins Pereira, São José dos Campos Sędzia: Federico Vedovelli |
| 17 lipca 201917:00 | Osada · Oka                                                                                     | 48:34 | Asati · Okwach                                                        | Estádio Martins Pereira, São José dos Campos Sędzia: Federico Vedovelli |

| 17 lipca 201919:00 | Urugwaj U-20                                                                                                   | 52:10 | Brazylia U-20                 | Estádio Martins Pereira, São José dos Campos Sędzia: Luke Rogan |
| 17 lipca 201919:00 | Sonneveld 5 (P) Amaya 10 (2P) Cerro 10 (5pd) Barreiro 10 (2P) Nicolich 5 (P) Slinger 5 (P) 1 karne przyłożenie | 52:10 | Spago 5 (pd K) Porto 5 (P)    | Estádio Martins Pereira, São José dos Campos Sędzia: Luke Rogan |
| 17 lipca 201919:00 | Amaya · Costábile                                                                                              | 52:10 | Barbosa · Oliviera · Kalkmann | Estádio Martins Pereira, São José dos Campos Sędzia: Luke Rogan |

### Grupa B
| 9 lipca 201912:00 | Tonga U-20                                     | 26:25 | Kanada U-20                                                               | Estádio Martins Pereira, São José dos Campos Sędzia: Damian Schneider |
| 9 lipca 201912:00 | Samate 16 (2P 3pd) Tafolo 5 (P) Filimone 5 (P) | 26:25 | Percillier 5 (pd K) Davis 5 (P) McCarthy 5 (P) Mathews 5 (P) Carson 5 (P) | Estádio Martins Pereira, São José dos Campos Sędzia: Damian Schneider |
| 9 lipca 201912:00 | Samate · Mafi                                  | 26:25 |                                                                           | Estádio Martins Pereira, São José dos Campos Sędzia: Damian Schneider |

| 9 lipca 201919:00 | Portugalia U-20                                                                               | 59:27 | Hongkong U-20                                    | Estádio Martins Pereira, São José dos Campos Sędzia: Gonzalo Ventoso |
| 9 lipca 201919:00 | Portela 15 (6pd K) Storti 15 (3P) Salgado 10 (2P) Marta 5 (P) Lamboglia 9 (P 2pd) Lucas 5 (P) | 59:27 | Altier 17 (P 3pd 2K) Kitney 5 (P) McCallum 5 (P) | Estádio Martins Pereira, São José dos Campos Sędzia: Gonzalo Ventoso |
| 9 lipca 201919:00 | Madeira                                                                                       | 59:27 | Altier                                           | Estádio Martins Pereira, São José dos Campos Sędzia: Gonzalo Ventoso |

| 13 lipca 201912:00 | Tonga U-20 | 64:12 | Hongkong U-20                       | Estádio Martins Pereira, São José dos Campos Sędzia: Nehuén Jauri Rivero |
| 13 lipca 201912:00 | Lolesio 5 (P) Samate 14 (7pd) Tafolo 10 (2P) Toia 5 (P) Mafi 5 (P) Afungia 5 (P) Fono 5 (P) Folou 5 (P) Tongotea 10 (2P) | 64:12 | Altier 2 (pd) Tsoi 5 (P) Down 5 (P) | Estádio Martins Pereira, São José dos Campos Sędzia: Nehuén Jauri Rivero |

| 13 lipca 201917:00 | Portugalia U-20                                                                   | 49:21 | Kanada U-20                                     | Estádio Martins Pereira, São José dos Campos Sędzia: Luke Rogan |
| 13 lipca 201917:00 | Portela 19 (5pd 3K) Storti 10 (2P) Marta 5 (P) Rosa 5 (P) Cunha 5 (P) Bento 5 (P) | 49:21 | Percillier 11 (P 3pd) Davis 5 (P) Zuliani 5 (P) | Estádio Martins Pereira, São José dos Campos Sędzia: Luke Rogan |

| 17 lipca 201912:00 | Hongkong U-20                             | 26:78 | Kanada U-20 | Estádio Martins Pereira, São José dos Campos Sędzia: Nehuén Jauri Rivero |
| 17 lipca 201912:00 | Down 5 (P) Altier 16 (2P 3pd) Tsang 5 (P) | 26:78 | Percillier 32 (4P 6pd) Kratz 15 (3P) Ngawati 4 (2pd) Isherwood 2 (pd) Webster 5 (P) Richard 5 (P) Carson 5 (P) Carson 5 (P) Carson 5 (P) | Estádio Martins Pereira, São José dos Campos Sędzia: Nehuén Jauri Rivero |
| 17 lipca 201912:00 | Carson                                    | 26:78 | | Estádio Martins Pereira, São José dos Campos Sędzia: Nehuén Jauri Rivero |

| 17 lipca 201914:00 | Tonga U-20                    | 3:40 | Portugalia U-20                                                              | Estádio Martins Pereira, São José dos Campos Sędzia: Damian Schneider |
| 17 lipca 201914:00 | Samate 3 (K)                  | 3:40 | Storti 10 (2P) Portela 10 (5pd) Maia 5 (P) Belo 5 (P) Rosa 5 (P) Roque 5 (P) | Estádio Martins Pereira, São José dos Campos Sędzia: Damian Schneider |
| 17 lipca 201914:00 | Tafolo · Filimone · Toumohuni | 3:40 | Cunha                                                                        | Estádio Martins Pereira, São José dos Campos Sędzia: Damian Schneider |

## Faza pucharowa

### Mecz o 7. miejsce
| 21 lipca 201912:00 | Brazylia U-20                                                | 32:29 (pd.)(19:12, 29:29) | Hongkong U-20                                               | Estádio Martins Pereira, São José dos Campos Sędzia: Federico Vedovelli |
| 21 lipca 201912:00 | Zurca 10 (2P) Spago 12 (P 2pd dg) Ribeiro 5 (P) Santos 5 (P) | 32:29 (pd.)(19:12, 29:29) | Altier 14 (P 3pd K) Kitney 5 (P) McGrory 5 (P) Knight 5 (P) | Estádio Martins Pereira, São José dos Campos Sędzia: Federico Vedovelli |
| 21 lipca 201912:00 | Oliviera                                                     | 32:29 (pd.)(19:12, 29:29) | Tam                                                         | Estádio Martins Pereira, São José dos Campos Sędzia: Federico Vedovelli |

### Mecz o 5. miejsce
| 21 lipca 201914:00 | Kenia U-20                            | 13:52 | Kanada U-20                                                                                       | Estádio Martins Pereira, São José dos Campos Sędzia: Luke Rogan |
| 21 lipca 201914:00 | Coulson 3 (K) Ayoo 5 (P) Okwach 5 (P) | 13:52 | Percillier 17 (P 6pd) McCarthy 10 (2P) Vikilani 5 (P) Fontaine 5 (P) Richard 5 (P) Carson 10 (2P) | Estádio Martins Pereira, São José dos Campos Sędzia: Luke Rogan |
| 21 lipca 201914:00 | Okwach                                | 13:52 | James                                                                                             | Estádio Martins Pereira, São José dos Campos Sędzia: Luke Rogan |

### Mecz o 3. miejsce
| 21 lipca 201917:00 | Urugwaj U-20                                                                 | 27:29 | Tonga U-20                                                 | Estádio Martins Pereira, São José dos Campos Sędzia: Nehuén Jauri Rivero |
| 21 lipca 201917:00 | Amaya 5 (P) Lombardo 5 (P) Rippe 5 (P) D'Avanzo 5 (pd K) 1 karne przyłożenie | 27:29 | Samate 9 (3pd K) Fakatou 5 (P) Tongotea 5 (P) Toia 10 (2P) | Estádio Martins Pereira, São José dos Campos Sędzia: Nehuén Jauri Rivero |
| 21 lipca 201917:00 | Tuifua                                                                       | 27:29 |                                                            | Estádio Martins Pereira, São José dos Campos Sędzia: Nehuén Jauri Rivero |

### Finał
| 21 lipca 201919:00 | Japonia U-20                                                                            | 35:34 | Portugalia U-20                                                        | Estádio Martins Pereira, São José dos Campos Sędzia: Damian Schneider |
| 21 lipca 201919:00 | Harada 5 (P) Maruo 5 (P) Vailea 5 (P) Fukuyama 8 (4pd) Kawase 5 (P) 1 karne przyłożenie | 35:34 | Storti 10 (2P) Portela 9 (3pd K) Costa 5 (P) Marta 5 (P) Salgado 5 (P) | Estádio Martins Pereira, São José dos Campos Sędzia: Damian Schneider |
| 21 lipca 201919:00 | Fukuyama · Kawase                                                                       | 35:34 |                                                                        | Estádio Martins Pereira, São José dos Campos Sędzia: Damian Schneider |